# Especialmente para usted
Especialmente para usted es el segundo álbum del grupo mexicano Los Caminantes, lanzado en 1983 por medio de Luna Records.

## Lista de canciones
| #  | Canción                        | Duración | Compositores            |
| -- | ------------------------------ | -------- | ----------------------- |
| 01 | "Ángel De La Mañana"           | 2:53     | Chip Taylor             |
| 02 | "La Cama De Piedra"            | 3:10     | Cuco Sánchez            |
| 03 | "Me Esta Doliendo Su Ausencia" | 3:28     | Fernando Z. Maldonado   |
| 04 | "Cumbia Del Sol"               | 3:04     | Héctor Quintero         |
| 05 | "Las Gaviotas"                 | 3:38     | Manuel Esquivel         |
| 06 | "Cuando Dos Almas"             | 2:56     | Fructuoso Gandara Reyes |
| 07 | "La Cárcel De Cananea"         | 4:05     | Luis Pérez Meza         |
| 08 | "Ramita De Matimba"            | 2:44     | Rosendo Martínez        |
| 09 | "Paloma Negra"                 | 3:24     | Tomás Méndez            |
| 10 | "Cartas Marcadas"              | 3:56     | Chucho Monge            |